# Asota fereunicolor
Asota fereunicolor là một loài bướm đêm thuộc họ Erebidae. Nó được tìm thấy ở Comoros.